# Jalostotitlán
Jalostotitlán – miasto w Meksyku, w stanie Jalisco.